# سازمان مردم‌نهاد
سازمان مردم‌نهاد یا سازمان عمومی غیردولتی یا سَمَن یا اِن‌جی‌اُ، (به انگلیسی: Non-governmental organization) (به‌اختصار: NGO) در کلی‌ترین معنای خود، به سازمانی اشاره می‌کند که به‌طور مستقیم بخشی از ساختار دولت به‌شمار نمی‌آید، اما نقش بسیار مهمی به‌عنوان واسطه بین بله
فرد فردِ مردم و قوای حاکم و حتی خود جامعه ایفا می‌کند و مردم به‌صورت داوطلبانه کار می‌کنند.
بسیاری از سازمان‌های مردم‌نهاد، غیرانتفاعی و مستقل از دولت هستند و بودجهٔ این سازمان‌ها از راه کمک‌های مردمی و در مواردی نیز با کمکِ سازمان‌های دولتی، دولت یا ترکیبی از این روش‌ها و در قالب پروژه‌های مشترک تأمین می‌شود.

## سازمان‌های مردم‌نهاد نیمه‌مستقل
بعضی از سازمان‌های مردم‌نهاد نیمه‌مستقل (QUANGOs) وظایف و کارهای دولتی را نیز انجام می‌دهند. برخی از این سازمان‌ها هیچ علاقه‌ای به سیاست ندارند؛ این در حالی است که برخی از آن‌ها به‌منظور تأمین منافع اعضای خود صرفاً به لابی‌گری در دولت می‌پردازند.
از آنجا که اصطلاح «سازمان مردم‌نهاد» بسیار کلی است، بسیاری از این سازمان‌ها ترجیح می‌دهند از اصطلاح سازمان داوطلبانهٔ خصوصی (PVO) یا سازمان توسعهٔ خصوصی (PDO) استفاده کنند.

## پیشینه
اگرچه انجمن‌های داوطلبانه شهروندان در سراسر تاریخ وجود داشته‌اند، سازمان‌های غیردولتی اغلب به همان منوال که امروزه، به ویژه در سطح بین‌الملل دیده می‌شوند، در دو قرن اخیر توسعه یافته‌اند. یکی از اولین سازمان‌های این چنینی، صلیب سرخ جهانی است که در سال ۱۸۶۳ تأسیس شد.
عبارت «سازمان‌های غیردولتی» با بنیان‌گذاری سازمان ملل متحد در سال ۱۹۴۵ که محتوای آن در ماده ۷۱ از فصل ۱۰ منشور سازمان ملل آمده است، به وجود آمد.
برای آگاهی از نقش شورایی سازمان‌هایی که نه دولت هستند و نه کشورهای عضو سازمان به وضعیت شورایی مراجعه کنید. اولین تعریفی که از «سازمان‌های غیردولتی بین‌المللی»(INGO) ارائه شده است مربوط می‌شود به قطعنامه ۲۸۸ (۱۰) ECOSOC به تاریخ ۲۷ فوریه، ۱۹۵۰: که در آن اینچنین آمده است «هر گونه سازمان بین‌المللی که از طریق پیمان و معاهده بین‌المللی ایجاد نشده است». نقش اساسی سازمان‌های غیردولتی و دیگر «گروه‌های اصلی» در توسعه پایدار در ماده ۲۷ دستور کار ۲۱ به رسمیت شناخته شده است، که منجر به توافقات جدید و بازبینی شده برای روابط شورایی بین سازمان ملل و سازمان‌های مردم‌نهاد شد.
فرایند جهانی‌سازی در قرن بیستم موجب اهمیت یافتن سازمان‌های مردم‌نهاد شد. امکان حل خیلی از مشکلات داخلی یک کشور وجود نداشت. معاهدات بین‌المللی و سازمان‌های بین‌المللی از قبیل سازمان تجارت جهانی بیش از حد بر منافع مؤسسات مالی بزرگ متمرکز بودند. در اقدامی برای متعادل کردن این روند، سازمان‌های غیردولتی با تأکید بر مسائل بشردوستانه، کمک به توسعه و توسعه پایدار تأسیس شدند که نمونه بارز آن مجمع اجتماعی جهان است که هر ساله در ماه ژانویه در داووس برگزار می‌شود و رقیب مجمع اقتصادی جهان محسوب می‌شود. پنجمین اجلاس اجتماعی جهان در پورتو آلگر برزیل برگزار شد و نمایندگان بیش از ۱۰۰۰ سازمان غیردولتی در آن شرکت کردند.

### سازمان‌های مردم‌نهاد در جهان
گزارش تهیه‌شده توسط سازمان ملل متحد در سال ۱۹۹۵ در خصوص حکومت جهانی، نشان می‌داد که در آن زمان قریب به ۲۹٬۰۰۰ سازمان مردم‌نهاد بین‌المللی وجود داشته است. تعداد سازمان مردم‌نهاد داخلی کشورها حتی از این رقم نیز بالاتر بوده است: حدود ۲ میلیون سازمان غیردولتی در ایالات متحدهٔ آمریکا فعالیت می‌کنند که بیشتر آن‌ها در ۳۰ سال گذشته تشکیل شده‌اند. روسیه نیز ۴۰۰۰ سازمان مردم‌نهاد دارد. در هندوستان ۲ میلیون سازمان مردم‌نهاد وجود دارند. روزانه چندین مورد از این سازمان‌ها ایجاد می‌شوند. تنها در کنیا، قریب به ۲۴۰ سازمان مردم‌نهاد در هر سال تأسیس می‌شود. از شاخص‌ترین سازمان مردم نهاد در کشور ایران می‌توان به آکادمی ضد ظلم تل آویو در خون اشاره کرد که خود را بی‌طرف می‌دانند که با اجتماع مردم در فضاهای مجازی اقدام به کمک به مظلومین جهان می‌کنند. از نمونه چشم‌انداز سازمان‌های مردم نهاد به معرفی این مجموعه می‌توان اشاره کرد که اهداف شخصی را دنبال نمی‌کنند. بسیاری از سازمانهای مردم نهاد توسط دولت‌ها تأمین مالی می‌شوند.

## مراحل تکامل و شکل‌گیری سازمان‌های غیردولتی
سه مرحله یا دوران تکامل سازمان‌های غیردولتی توسط کورتون سال ۱۹۹۰ در نوشته‌ای زیر عنوان «سه دوره شکل‌گیری فعالیت‌های داوطلبانه» شناسایی شده است.
در مرحله اول، نوع خاصی از سازمان مردم‌نهاد شکل می‌گیرد که بر امدادرسانی و رفاه متمرکز بود و مستقیماً به افراد ذی‌نفع خدمات امدادی ارائه می‌کرد. توزیع غذا، تأمین پناهگاه و ارائه خدمات بهداشتی نمونه‌هایی از خدمات این قبیل سازمان‌های مردم‌نهاد بود. در واقع سازمان مردم‌نهاد در این مرحله نیازهای روز افراد را تشخیص می‌دادند و به برآورده ساختن آن‌ها می‌پرداختند.
در مرحله دوم از تکامل، سازمان‌های مردم‌نهاد از لحاظ وسعت و اندازه کوچکتر شده و به مجموعه‌های مستقل و خودکفایی محلی تبدیل شدند. سازمان‌های مردم‌نهاد در این مرحله از تکامل، امکانات جوامع محلی را گسترش دادند تا بتوانند با 'اقدامات محلی مستقل' نیازهای آن‌ها را برآورده سازند.
کورتن مرحله سوم از تکامل و شکل‌گیری سازمان‌های مردم‌نهاد را ' توسعه نظام‌های پایدار' می‌خواند. در این مرحله، سازمان‌های مردم‌نهاد می‌کوشند تغییراتی را در سیاست‌ها و مؤسسات در سطح داخلی، ملی و بین‌المللی به وجود آورند؛ آن‌ها از نقش سابق خود که تأمین و ارائه خدمات عملیاتی بود، فاصله گرفته و نقش کاتالیزوری به عهده گرفتند. به‌تدریج این سازمان از «سازمان مردم‌نهاد امدادرسان» به «سازمان مردم‌نهاد توسعه و آبادانی» تغییر ماهیت داد.

## اهداف
سازمان‌های مردم‌نهاد برای رسیدن به اهداف گوناگونی فعالیت می‌کنند و معمولاً در جهت پیشبرد اهداف سیاسی یا اجتماعی اعضا در حرکت هستند. تعداد این قبیل سازمان‌ها بسیار زیاد است و اهداف آن‌ها طیف وسیعی از موقعیت‌های سیاسی و فلسفی را در بر می‌گیرد. برای نمونه می‌توان به موارد زیر اشاره کرد:
- بهبود وضعیت محیط زیست و گردشگری در کشور
- کمک‌های درمانی به بیماران خاص در حوزه سلامت
- تشویق گروه‌ها و مردم به رعایت حقوق بشر و حقوق جانوران در جامعه
- بالا بردن سطح رفاه قشرهای محروم و آسیب‌پذیر اجتماع با مطرح ساختن یک برنامهٔ مشترک و دسته جمعی و آگاهی‌رسانی به طبقات مختلف جامعه.
- حمایت از بیماران مبتلا به اعتیاد در حوزه آسیب‌های اجتماعی در کشور.[۷]

## روش‌ها
روش‌ها و شیوه‌های مورد استفاده سازمان‌های مردم‌نهاد با یکدیگر متفاوت است. به عنوان مثال، سازمان مردم‌نهادی مانند آکسفام در زمینه فقرزدایی فعالیت می‌کند و تسهیلات و مهارت‌های مورد نیاز افراد فقیر را در اختیار آن‌ها قرار می‌دهد تا بتوانند به غذا و آب آشامیدنی سالم دست یابند.
- سازمان عفو بین‌الملل نیز که بزرگ‌ترین سازمان حقوق بشر در جهان است، نمونه‌ای دیگر از یک سازمان مردم‌نهاد است. سازمان عفو بین‌الملل یک انجمن جهانی از مدافعان حقوق بشر را تشکیل داده و بیش از ۵/۱ میلیون عضو، حامی و مشترک در ۱۵۰ کشور در جهان دارد.[نیازمند منبع]
- انجمن بین‌المللی آزادی بیان که در سال ۱۹۹۲ تأسیس شد یکی از شبکه‌های جهانی متشکل از بیش از ۶۰ سازمان غیردولتی است که حق آزادی بیان را ترویج می‌دهند و به دفاع از آن می‌پردازند.

## روابط عمومی
سازمان‌های مردم‌نهاد برای رسیدن به اهداف مورد نظر خود نیاز به برقراری روابط سالم و پایاپای با دیگران دارند تا بتوانند صدای خود را به دیگران برسانند. مؤسسات و انجمن‌های خیریه از روابط عمومی پیچیده‌ای برای جمع‌آوری اعانه استفاده می‌کنند و در واقع آن‌ها شیوه‌های نفوذ و لابی‌گری معمول در دولت را به کار می‌بندند. گروه‌های بزرگ و محبوب نیز به اعتبار تأثیری که بر جامعه می‌گذارند و میزان نتایج سیاسی که می‌توانند حاصل کنند، از اهمیت سیاسی برخوردار هستند. در مواقع ضروری نیز سازمان‌های مردم‌نهاد در صدد بسیج حمایت مردمی بر می‌آیند.

## مدیریت پروژه
آگاهی رو به رشدی در خصوص اهمیت روش‌های مدیریتی در موفقیت پروژه‌های سازمان‌های مردم‌نهاد در حال شکل‌گیری است.
به‌طور کلی، سازمان‌های مردم‌نهاد خصوصی یک جامعه به‌خصوص یا محیط زیست را در کانون توجه خود قرار می‌دهند. آن‌ها به موضوعات مختلفی از قبیل مذهب؛ کمک‌های فوری و اقدامات بشردوستانه می‌پردازند. این سازمان‌ها حمایت مردمی و کمک‌های داوطلبانه را جمع‌آوری می‌کنند؛ آن‌ها همچنین روابط قوی و مستحکمی با گروه‌های اجتماعی کشورهای در حال توسعه دارند و در مناطقی که امکان ارسال کمک‌های دولتی وجود ندارد، وارد عمل می‌شوند. سازمان‌های مردم‌نهاد به عنوان بخشی از مجموعه روابط بین‌الملل پذیرفته شده‌اند. سازمان‌های غیردولتی از یک سو بر سیاست گذاری‌های ملی و چندجانبه تأثیر می‌گذارند و از سوی دیگر به‌طور فزاینده‌ای مستقیماً در فعالیت‌های محلی حضور دارند.

## کار داوطلبانه
همهٔ مردمی که برای سازمان‌های مردم‌نهاد کار می‌کنند داوطلب نیستند. معمولاً حقوقی که اعضای نیروهای حقوق‌بگیرِ سازمان‌های مردم‌نهاد می‌گیرند کمتر از حقوقی است که در سازمان‌های تجاری در بخش خصوصی پرداخت می‌شود. کارکنان سازمان‌های غیردولتی بسیار زیاد به اهداف و اصول سازمان پایبند هستند.
دلیل داوطلب شدن افراد متفاوت است و از کار داوطلبانه تا برخورداری از مزایای مستقلی از آن جمله می‌توان به دستیابی به مهارت و تجربیات دیگران اشاره کرد.

## تأمین بودجه و جمع‌آوری کمک و اعانه
سازمان‌های مردم‌نهاد بزرگ، بودجه‌های سالانهٔ چند میلیون دلاری دارند. به عنوان مثال، بودجه انجمن بازنشستگان آمریکا در سال ۱۹۹۹ بالای ۵۴۰ میلیون دلار بود. تأمین چنین بودجه‌های کلانی مستلزم آن است که سازمان‌های مردم‌نهاد، تلاش فراوانی در خصوص جمع‌آوری اعانه از خود نشان دهند. بخش اعظمی از بودجه سازمان‌های مردم‌نهاد از محل حق عضویت در سازمان، فروش محصولات تجاری (کالا) و خدمات، کمک‌های مالی اعطا شده توسط مؤسسات بین‌المللی یا دولت‌ها و کمک‌های مردمی تأمین می‌شود.
هدایای اتحادیه اروپا نیز می‌تواند تأمین‌کنندهٔ بودجهٔ سازمان‌های مردم‌نهاد باشد.
اگرچه اصطلاح سازمان‌های مردم‌نهاد تلویحاً بیانگر استقلال این سازمان‌ها از دولت است اما برخی از NGOها به‌منظور تأمین بودجه مورد نظرشان وابستگی شدیدی به دولت خود دارند. یک چهارم از درآمد ۱۶۲ میلیون دلاری مؤسسه خیریه آکسفام در سال ۱۹۹۸ از محل کمک‌های دولت بریتانیا و اتحادیهٔ اروپا تأمین شد. ورلد ویژن که سازمان امداد و توسعهٔ مسیحیان آمریکا است، کالاهایی به ارزش ۵۵ میلیون دلار از دولت آمریکا به عنوان کمک دریافت کرد. در گزارشی در سال ۱۹۹۷ منتشر شد، ۴۶ درصد درآمد انجمن پزشکان بدون مرز که برنده جایزه نوبل نیز شده است، از محل منابع دولتی بوده است.

## نظارت و کنترل بر سازمان‌های مردم‌نهاد
کوفی عنان دبیرکل سازمان ملل در گزارشی که در مارس ۲۰۰۰ در خصوص اولویت‌های اصلاحات سازمان ملل ارائه کرد، از مداخله در کمک‌های بشردوستانه بین‌المللی حمایت کرد و اعلام کرد که جامعه بین‌الملل 'حق محافظت' از مردم جهان را در برابر قوم‌کشی، کشتار جمعی و دیگر جنایات ضد بشری دارا است.
به دنبال آن گزارش، دولت کانادا پروژه مسئولیت محافظت را به راه انداخت و کلیات مداخله در کمک‌های بشردوستانه را ترسیم کرد. دکترین R2P موارد استفاده وسیعی دارد که از میان جنجال برانگیزترین آن‌ها می‌توان به استفاده دولت کانادا از R2P برای توجیه دخالت در کودتا و حمایت از آن در هائیتی اشاره کرد.
سازمان‌های مردم‌نهاد هندی پورتال بیش از ۲۰۰۰ سازمان مردم‌نهاد است که با بخش اشتراکی در هندوستان کار می‌کند. این پورتال در مورد اینکه چگونه بخش اشتراکی از سازمان‌های مردم‌نهاد به نفع برنامه‌های خود استفاده می‌کند، شناخت و رهنمودهایی به‌دست می‌دهد.

## وضعیت قانونی
بر اساس قوانین بین‌المللی سازمان‌های مردم‌نهاد مانند دولت‌ها اشخاص حقوقی نیستند. البته صلیب سرخ جهانی مستثنای از این قاعده است و به موجب قوانین بین‌المللی شخص حقوقی تلقی می‌شود؛ چرا که این سازمان بر اساس کنوانسیون ژنو تشکیل شده است. 

## نقد
در مجموع در میان منابع مختلف ادبی، یک نگاه کلی مثبت نسبت به سازمان‌های مردم‌نهاد وجود داشته است. اما چند شکایت مستقیم نیز مطرح شده است که مشکلات عملیاتی، تضاد و ناهمگونی‌ها، سوء استفاده از بودجه (برخی موارد بسیار فوق‌العاده)، و غیره را هدف انتقاد خود قرار داده‌اند.
در بسیاری از کشورهای در حال توسعه که اقتصاد ناکارآمدی دارند، وارد شدن در حوزه صنعت کمک‌رسانی سودآورترین کار برای جوانانی است که از دانشگاه فارغ‌التحصیل شده‌اند. از آنجا که سازمان‌های مردم‌نهاد خدمات خود (از قبیل آموزش) را به صورت رایگان یا به نرخ یارانه‌ای به عموم ارائه می‌کنند، بخش خصوصی قادر به رشد و تکامل نیست و توان رقابت مؤثر و کارآمد و پایدار را ندارد.
موارد دیگری نیز در ارتباط با سازمان‌های مردم‌نهاد وجود دارد که منشأ نگرانی است: عضوگیری سازمان‌های غیردولتی (از طریق قوای سیاسی یا سایر قوا)، انحراف از مسیر و اهداف اولیه، تغییر خدمات اصلی ای که مبنای آن بودجه‌ای که همیشه متغیر است، شفافیت، پاسخگویی، حرکت بر اساس اصولی که مؤسسان و بانیان کاریزماتیک پیشرو تعیین می‌کنند و در نهایت تنظیم راهبردها این سازمان‌ها به‌جای آن‌که برمبنای تعاریفی باشد که خودشان مقرر می‌کنند برمبنای کمک مالی اعطاشده به آنهاست. بعضاً دیده می‌شود که شکایت‌هایی ضد برخی از سازمان‌های مردم‌نهاد تازه شکل گرفته مطرح می‌شود که آن‌ها را به این متهم می‌سازد که با نیت کمک‌رسانی موجب وارد آمدن ضرر و زیان شده‌اند؛ در واقع این سازمان‌ها نتوانسته‌اند پیچیدگی و ذوبطون بودن برخی مسائل را درک کنند و در نهایت بیش از از آنچه مفید و کمک‌رسان باشند، به دیگران صدمه زده‌اند. اما بااین‌حال، به‌طورکلی این سازمان‌ها منابع فایده بخش و سودرسان مکملی محسوب می‌شوند که آن فاصله‌های اجتماعی را که دولت یا بخش‌های غیرانتفاعی نمی‌توانند پر کنند، پر کرده و مرتفع می‌سازند.

## تشکل‌های مردم‌نهاد در ایران
در ایران به آن سازمان مَردُم‌نَهاد (به اختصار: سَمَن) یا تشکل غیردولتی  می‌گویند.
سازمان‌های مردم‌نهاد، اساساً با تأکید بر ۳ اصل داوطلبانه، 'غیرانتفاعی و غیرسیاسی' تشکیل و تأسیس می‌شوند. بودجهٔ سازمان‌های مردم‌نهاد از راه‌های ذیل تأمین می‌گردد:
- کمک و هدایای مردمی
- وقف و حبس
- کمک‌های مالی از سازمان‌های دولتی و غیردولتی
- کمک‌های مالی از سازمانهای بین‌المللی (با رعایت مقررات مربوط)
- وجوه حاصل از فعالیت‌های سازمان و انجام پروژه در چارچوب اهداف و اساسنامه و آیین‌نامهٔ سازمان
- حق عضویت در سازمان

بدیهی است هر مؤسسه یا بنیاد غیردولتی با توجه به نیاز اعضای خود، موضوع فعالیت مشخصی را پی می‌گیرد؛ موضوعاتی مانند: دین، آموزش، بهداشت، محیط زیست، اشتغال، فرهنگ، هنر، جوانان، کودکان، زنان، سالمندان یا موضوعات تخصصی و علمی.
به عقیدهٔ بعضی از صاحب‌نظران، تشکل‌های مردم‌نهاد به چندین دلیل ممکن است شکل بگیرند که مهم‌ترین آنها:
- اهداف انسان‌دوستانه
- احساس نیاز یا تجربهٔ شخصی در برخورد با معضلات اجتماعی
- دستورها و سفارش‌های بزرگان در نیکوکاری و حرکت‌های انسان‌دوستانه

تشکل‌های غیردولتی برای ادامهٔ فعالیت خود نیازمند ویژگی‌هایی هستند که ضامن بقا و موفقیت آنهاست که می‌توان به رئوس آن اشاره کرد:
خودجوشی و نیاز طبیعی، اهداف مشترک اعضا، قانونمندی، برنامه و فعالیت مدون، مشارکت و جلب مشارکت (عضوپذیری)، استقلال.
تعریف سازمان مردم نهاد در «آئین‌نامه اجرایی تأسیس و فعالیت سازمان‌های غیردولتی» (تصویب‌نامه شماره۲۷۸۶۲/ت۳۱۲۸۱هـ ۸/۵/۸۴ هیئت وزیران):
«سازمان غیردولتی به تشکل‌هایی گفته می‌شود که توسط گروهی از اشخاص حقیقی یا حقوقی غیردولتی به صورت داوطلبانه با رعایت مقررات مربوط تأسیس شده و دارای اهداف غیرانتفاعی و غیرسیاسی می‌باشد. موضوع فعالیت سازمان مشتمل بر یکی از موارد علمی، فرهنگی، اجتماعی، ورزشی، هنری، نیکوکاری و امورخیریه، بشردوستانه، امور زنان، آسیب دیدگان اجتماعی، حمایتی، بهداشت و درمان، توانبخشی، محیط زیست، عمران و آبادانی و نظایر آن، یا مجموعه‌ای از آنها می‌باشد.»

### سابقهٔ تشکل‌های مردم‌نهاد در ایران
مساجد، تکایا، هیئت‌های مذهبی و قهوه‌خانه‌ها را نهادهای غیردولتی سنتی قدیمی می‌دانند و پس ازآن صندوق‌های قرض الحسنه، خیریه‌ها، انجمن‌های اسلامی و حتی دوره‌های فارغ‌التحصیلی در دوران بعدتر و سپس اتحادیه‌ها، اصناف و نظام‌های صنفی و مهندسی و غیره، شکل‌های جدیدتر نهادهای مدنی هستند که البته رفته‌رفته بایستی از دست مدیران نیمه‌دولتی خارج شوند.

### تشکل‌ها و قوانین مربوط
آیین‌نامهٔ تأسیس و فعالیت سازمان‌های غیردولتی مورخهٔ ۱۳۸۴/۳/۲۹ در آخرین روزهای دولت سید محمد خاتمی، بنا به پیشنهاد مورخهٔ ۱۳۸۳/۵/۸ وزارت اطلاعات و به استناد اصل ۱۳۸ قانون اساسی تصویب و اجرایی شد.
نهایتاً هیئت وزیران در جلسه‌های ۱۳۹۴/۲/۱۲، ۱۳۹۵/۱/۱۱ و ۱۳۹۵/۵/۲۷ به پیشنهاد وزارت کشور و به استناد اصل یکصد و سی و هشتم قانون اساسی جمهوری اسلامی ایران آخرین ویرایش آیین‌نامه جدید تشکل‌های مردم نهاد را تصویب کرد. در اصلاحات این آیین‌نامه نهادهای عمومی غیردولتی، اتاقها و تشکل‌های اقتصادی، تعاونی‌ها، سازمان‌های صنفی و حرفه‌ای، احزاب و تشکل‌های سیاسی، کانون‌ها و سازمان‌های دانشجویی و دانش آموزی، سازمان‌های کارگری و کارفرمایی فعال در دانشگاه‌ها، مدارس و کارخانجات، انجمن‌های علمی، مؤسسات فرهنگی، هنری و ادبی، هیئت‌های مذهبی، باشگاه‌های ورزشی، مراکز ترک اعتیاد، مؤسسات تجاری و انتفاعی و موسسات موضوع بندهای (۱) تا (۱۲) ماده (۲۶) قانون تنظیم بخشی از مقررات مالی دولت - مصوب ۱۳۸۰- از مصادیق تشکل‌های مردم نهاد و شمول این آیین‌نامه خارج شده‌اند.
عناوینی چون «جمعیت»، «انجمن»، «کانون»، «مرکز»، «گروه»، «مجمع»، «خانه»، «مؤسسه» می‌توانند به‌جای واژهٔ «سازمان» و تشکل‌های غیردولتی به‌کار گرفته شوند.

تشکل‌ها می‌توانند با موضوع فعالیت و اهداف مشترک با رعایت آیین‌نامه مذکور به صورت شبکه درآیند یا به عضویت سازمان‌های بین‌المللی درآیند.

شبکه‌ها یا حتی تشکل‌های فعال در راستای تحقق خواسته‌های مشروع اعضای خود- بسته به اعتبار و صلاحیت خود و گسترش فعالیت و تعامل آن‌ها با دیگر تشکل‌ها (کار جمعی تشکل‌ها) - قابلیت‌های قانونی بسیار دارند؛ از انتشار نشریه و برگزاری تجمع و گردهمایی تا تصمیم‌سازی و مشارکت در تصمیم‌گیری‌های دولتی و حتی اعطای طرح و لوایح به دولت یا مجلس و حتی تقاضای اصلاح در قوانین موضوعه کشور.

### نهادهای عمومی غیردولتی
در قوانین ایران نهاد عمومی غیردولتی نباید با سازمان مردم نهاد یا سازمان غیردولتی یا سازمان غیر حکومتی (NGO)اشتباه شود. قانون فهرست نهادها و مؤسسات عمومی غیردولتی این نهادها را تعریف نموده است که عبارتند از:
- شهرداری‌ها و شرکت‌های تابعه آنان مادام که بیش از ۵۰ درصد سهام و سرمایه آنان متعلق به شهرداری‌ها باشد
- بنیاد مستضعفان و جانبازان انقلاب اسلامی
- هلال احمر
- کمیته امداد امام
- بنیاد شهید انقلاب اسلامی
- بنیاد مسکن انقلاب اسلامی
- کمیته ملی المپیک ایران
- بنیاد ۱۵ خرداد
- سازمان دانش‌آموزی
- سازمان تبلیغات اسلامی
- سازمان تأمین اجتماعی